# Ahmed Salah (marathonloper)
Hussein Ahmed Salah (Ali Sabieh, 31 december 1956) is een voormalige marathonloper uit Djibouti. Op de Olympische Spelen van 1988 in Seoel behaalde hij de enige olympische medaille die zijn land ooit won. In totaal nam hij viermaal deel aan de Olympische Spelen.

## Loopbaan
Zijn beste prestatie is het winnen van de IAAF Wereldbeker op de marathon in 1985. Op de wereldkampioenschappen van 1987 behaalde hij een zilveren medaille in een tijd van 2:12.30, met 42 seconden achterstand op de Keniaan Douglas Wakiihuri.
Op de Olympische Spelen van 1988 in Seoel won Ahmed Salah een bronzen medaille. Met een tijd van 2:10.59 finishte hij achter de Italiaan Gelindo Bordin (2:10.32) en Douglas Wakiihuri (2:10.47). Zijn persoonlijk record van 2:07.07 vestigde hij in 1988 op de marathon van Rotterdam. Hiermee werd hij tweede achter de winnaar Belayneh Densamo.
Op de WK van 1991 in Tokio veroverde Salah, net als vier jaar daarvoor, opnieuw zilver met een tijd van 2:15.26 en bleef daarmee 29 seconden voor op de Japanner Hiromi Taniguchi. Vier jaar later werd hij op de WK in Göteborg 25e in een tijd van 2:20.50. In 1997 won hij de marathon van Wenen; hij was toen inmiddels 40 jaar. In 1998 won hij de marathon van Enschede in een tijd van 2:13.25.

## Titels
- Afrikaans kampioen marathon - 1985
- Oost- en Centraal-Afrikaans kampioen 10.000 m - 1982

## Persoonlijke records
| Onderdeel | Prestatie    | Datum         | Plaats    |
| --------- | ------------ | ------------- | --------- |
| 10.000 m  | 28.17,4 (NR) | 12 juli 1984  | Rabat     |
| marathon  | 2:07.07 (NR) | 17 april 1988 | Rotterdam |

## Palmares

### 10.000 m
- 1982:  Oost- en Centraal-Afrikaanse kamp. - 30.25,1
- 1984:  Afrikaanse kamp. - 28.17,4

### 20 km
- 1986:  20 km van Parijs - 57.19

### marathon
- 1984:  marathon van Parijs - 2:11.58
- 1994:  marathon van Lyon - 2:12.34
- 1984: 20e OS - 2:15.59
- 1985:  Afrikaanse kamp. - 2:23.01
- 1985:  marathoncup in Hiroshima - 2:08.09
- 1985:  New York City Marathon - 2:12.29
- 1986:  marathon van Parijs - 2:12.44
- 1986:  Chicago Marathon - 2:09.57
- 1987:  WK - 2:12.30
- 1987:  marathoncup in Seoel - 2:10.55
- 1988:  marathon van Rotterdam - 2:07.07
- 1988:  OS - 2:10.59
- 1989:  Londen Marathon - 2:09.09
- 1991:  WK - 2:15.26
- 1992: 8e marathon van Parijs - 2:13.29
- 1992: 30e OS - 2:19.04
- 1993: 8e Londen Marathon - 2:12.40
- 1994: 4e marathon van Parijs - 2:11.19
- 1995:  marathon van Turijn - 2:12.43
- 1995: 5e marathon van Chunchon - 2:13.09
- 1995: 11e marathon van Tokio - 2:13.59
- 1995: 25e WK - 2:20.50
- 1996: 42e OS - 2:20.33
- 1996:  marathon van Reims - 2:10.22
- 1996:  marathon van Belgrado - 2:14.15
- 1997:  marathon van Wenen - 2:12.53
- 1997:  marathon van Monaco - 2:12.44
- 1998:  marathon van Enschede - 2:13.25
- 1998: ? marathon van Monaco - 2:14.35